# Hans Pantzerhielm
Hans Alexander Gustaf Altvater Pantzerhielm, född den 23 december 1855 i Karlskrona, död den 28 november 1901 på Karlbergs slott i Solna församling, var en svensk militär. Han var son till Ludvig Pantzerhielm.
Pantzerhielm blev underlöjtnant vid Kronobergs regemente 1874, löjtnant där 1882, vid generalstaben 1883, kapten där 1887 och i Norrbottens regemente 1893. Han var lärare i militärgeografi vid Krigshögskolan 1894–1897 och chef för Krigsskolan från 1897. Pantzerhielm befordrades till major vid generalstaben 1894, till överstelöjtnant i armén 1897, vid generalstaben 1898, och till överste i armén 1901. Han invaldes som ledamot av Krigsvetenskapsakademien 1893. Pantzerhielm blev riddare av Svärdsorden 1895. Han vilar på Solna kyrkogård.